# Увулярия
Увуля́рия (лат. Uvulária) — род семейства Безвременниковые (Colchicaceae). В этом роде 5 видов многолетних красивоцветущих травянистых корневищных растений из лесных областей Северной Америки.

## Синонимы
В синонимику рода входят следующие названия:
- Uffenbachia Heist. ex Fabr., 1763
- Oakesia S.Watson, 1879, nom. illeg.
- Oakesiella Small, 1903[1]

## Ботаническое описание
Стебли прямостоячие или стелющиеся, иногда разветвлённые, в верхней части олиственные.
Листья сидячие или обвивающие, ланцетные.
Цветки трубчатой или узкоколокольчатой формы, поникающие, шестилепестковые, жёлтые, располагаются в верхней части стебля, одиночные, иногда парные. Цветение от середины весны до начала лета.
Разрастается медленно, корневищем.

## Распространение и местообитание
Произрастают исключительно в Северной Америке. Встречаются от севера Флориды до Канады к западу до Миннесоты и к югу до Техаса, где растут в лесах.

## Хозяйственное значение и применение
Представители рода — декоративные растения. Используются в культуре для посадки в тени под деревьями, кустарниками, в рокариях, в композициях с другими многолетниками, переносят сильное затенение.

### Агротехника
Уход. Хорошо растёт в питательной, влажной, хорошо дренированной почве, на сильно и средне затенённых местах. Растение морозостойкое.
Размножение. Высевом свежесобранных семян в рассадный ящик, который потом следует поместить в холодный парник; делением куста в начале весны.
Вредители. Весной возможно повреждение слизнями и улитками.

## Виды
По данным The Plant List:
- Uvularia floridana Chapm. — Увулярия флоридская
- Uvularia grandiflora Sm. — Увулярия крупноцветковая — корневищный медленно разрастающийся многолетник. Стебли прямостоячие. Листья узкояйцевидные, заострённые, средне-зелёные, сидячие, обратная сторона слегка опушённая, около 13 см длиной. Цветки трубковидные или колокольчатые, поникающие, одиночные или парные, жёлтые или зеленоватые, около 5 см. Цветёт с середины до конца весны. Высота куста около 75 см, ширина 30 см. Существует форма pallida со светло-жёлтыми цветами. Родина: Северная Америка.
- Uvularia perfoliata L. — Увулярия пронзённолистная — корневищный медленно разрастающийся многолетник. Стебли полегающие. Листья яйцевидные заострённые, опоясывающие, стебли как бы прорастают сквозь них, средне-зелёные, гладкие, около 10 см длиной. Цветки трубковидные или колокольчатые, поникающие, одиночные или парные, светло-жёлтые, около 3,5 см. Цветёт с середины до конца весны. Высота куста около 60 см, ширина 30 см. Родина: восточные области Северной Америки.
- Uvularia puberula Michx.
- Uvularia sessilifolia L. — Увулярия сидячелистная — цветки кремовые, 2,5 см в поперечнике.